# Wade Hayes

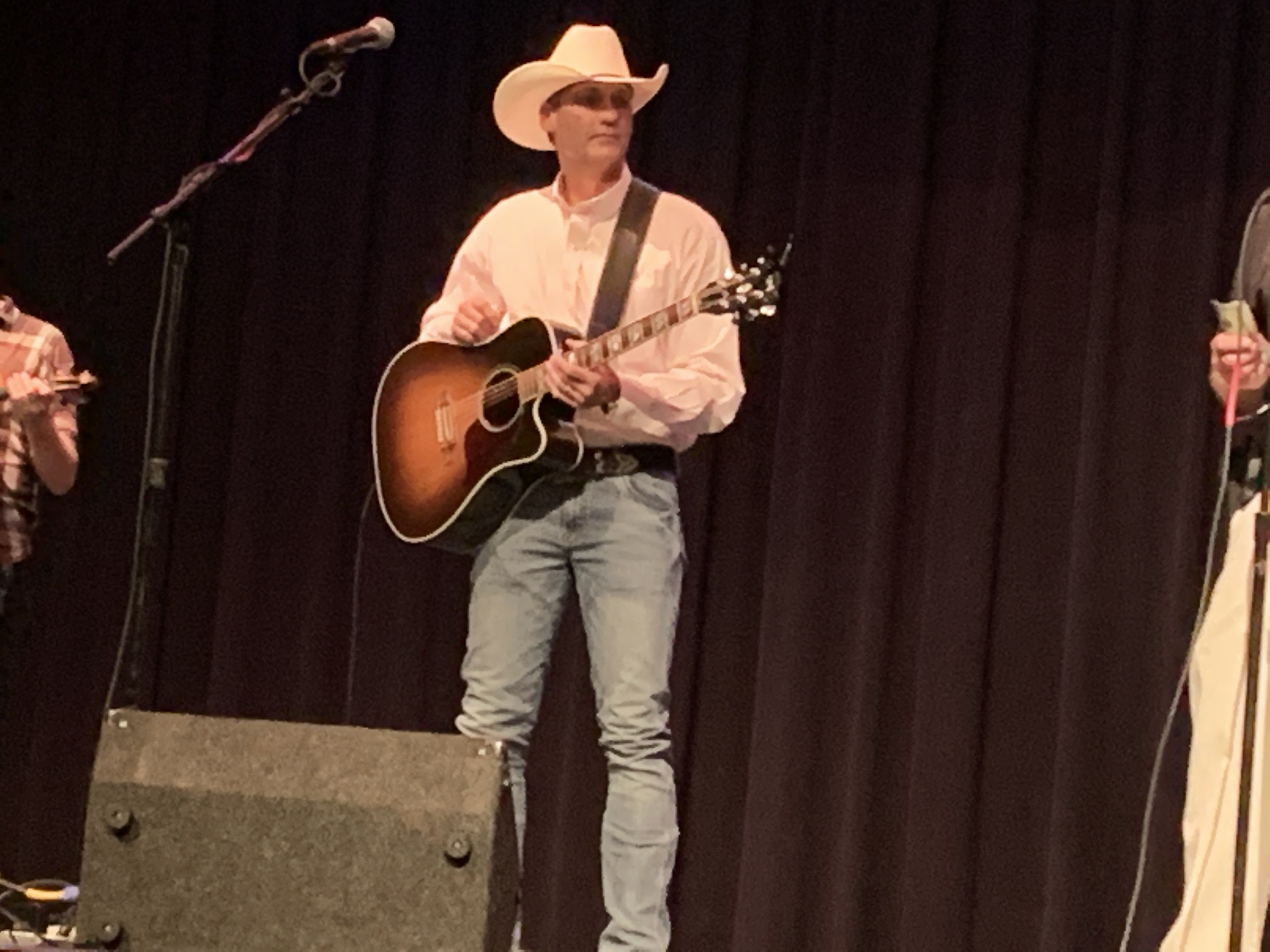
Wade Hayes (2022)

Wade Hayes (* 20. April 1969 in Bethel Acres, Oklahoma) ist ein US-amerikanischer Country-Sänger.

## Leben
Hayes wuchs in Bethel Acres auf, wo er von Anfang an von Country-Musik umgeben war. Sein Vater, ein Berufsmusiker, spielte in Honky Tonks und Bars. Motiviert durch dessen Vorbild begann Wade schon in frühester Jugend zu musizieren. Zunächst versuchte er sich an der Mandoline, im Alter von elf Jahren stieg er schließlich auf Gitarre um. Beeinflusst von mehreren Stilrichtungen wie Honky-Tonk, Southern Rock oder Bluegrass entwickelte er seinen unverwechselbaren Sound.
Als er ein Teenager war, erhielt sein Vater einen Vertrag von einer kleineren Plattenfirma, weswegen die ganze Familie nach Nashville zog. Nach nur einem Jahr ging die Firma in Konkurs, woraufhin die Familie nach Oklahoma zurückkehrte. Wade begann sein Gitarrenspiel zu perfektionieren und wirkte in der Band seines Vaters mit, wo er unter anderem im Background-Chor sang. Nach seinem High-School-Abschluss besuchte er drei Colleges, fasste aber schon bald den Beschluss, eine musikalische Karriere anzustreben. Als wichtiger Ansporn diente ihm Ricky Skaggs, den er in der Country Music Award Show erlebte. Schließlich zog er nach Nashville und bespielte einige Demo-Bänder für Plattenfirmen. Chick Rains, mit dem er einige Songs schrieb, brachte ihn mit dem Plattenproduzenten Don Cook (The Mavericks, Brooks & Dunn) zusammen. Don war von Wade begeistert und vermittelte ihm einen Plattenvertrag bei Columbia Records.
Sein Debütalbum Old Enough To Know Better erschien 1995. Die Platte war ein Verkaufsschlager, der Titelsong erreichte innerhalb kürzester Zeit die Nummer 1 der Country-Single-Charts. Im gleichen Jahr wurde er von der Academy of Country Music für den New Male Vocalist of the Year nominiert. Seine Single Don’t Stop erreichte Platz 10, die Balladen I’m Still Dancin’ With You und What I Meant to Say belegten Platz 4 und 5.
Wades zweites Album, On a Good Night (1996) verkaufte sich ebenso gut und produzierte den gleichnamigen Hit in den Single-Charts (Nummer 2). Das dritte Album When The Wrong One Loves You Right (1998) war wieder ein großer Erfolg und erreichte Platz 9 der Album-Charts. 2000 erschien Highways and Heartaches. Wade Hayes ist ein Vertreter des New Traditional Movement, das traditionelle mit modernen Stilelementen verbindet. Seine Musik zeigt starke Rock-Einflüsse.

## Diskografie

### Alben
| Jahr | Titel Musiklabel                                    | Höchstplatzierung, Gesamtwochen, AuszeichnungChartplatzierungen (Jahr, Titel, Musiklabel, Platzierungen, Wochen, Auszeichnungen, Anmerkungen) | Höchstplatzierung, Gesamtwochen, AuszeichnungChartplatzierungen (Jahr, Titel, Musiklabel, Platzierungen, Wochen, Auszeichnungen, Anmerkungen) | Anmerkungen                              |
| Jahr | Titel Musiklabel                                    | US | Country | Anmerkungen                              |
| ---- | --------------------------------------------------- | --- | --- | ---------------------------------------- |
| 1995 | Old Enough to Know Better Columbia Records          | US99 Gold · (44 Wo.)US | Country19 (74 Wo.)Country | Erstveröffentlichung: 3. Januar 1995     |
| 1996 | On a Good Night Columbia Records                    | US91 Gold · (10 Wo.)US | Country11 (22 Wo.)Country | Erstveröffentlichung: 25. Juni 1996      |
| 1998 | When the Wrong One Loves You Right Columbia Records | US92 (6 Wo.)US | Country9 (18 Wo.)Country | Erstveröffentlichung: 27. Januar 1998    |
| 2000 | Highways & Heartaches Monument Records              | — | Country55 (2 Wo.)Country | Erstveröffentlichung: 12. September 2000 |

Weitere Alben
- 2009: Place to Turn Around
- 2015: Go Live Your Life
- 2017: Old Country Song

### Singles
| Jahr | Titel Album                                                                 | Höchstplatzierung, Gesamtwochen, AuszeichnungChartplatzierungen (Jahr, Titel, Album, Platzierungen, Wochen, Auszeichnungen, Anmerkungen) | Höchstplatzierung, Gesamtwochen, AuszeichnungChartplatzierungen (Jahr, Titel, Album, Platzierungen, Wochen, Auszeichnungen, Anmerkungen) | Anmerkungen |
| Jahr | Titel Album                                                                 | US | Country | Anmerkungen |
| ---- | --------------------------------------------------------------------------- | --- | --- | ----------- |
| 1994 | Old Enough to Know Better                                                   | — | Country1 (20 Wo.)Country |             |
| 1995 | I’m Still Dancin’ with You Old Enough to Know Better                        | — | Country4 (20 Wo.)Country |             |
| 1995 | Don’t Stop Old Enough to Know Better                                        | — | Country10 (20 Wo.)Country |             |
| 1995 | What I Meant to Say Old Enough to Know Better                               | — | Country5 (20 Wo.)Country |             |
| 1996 | On a Good Night                                                             | — | Country2 (20 Wo.)Country |             |
| 1996 | Where Do I Go to Start All Over On a Good Night                             | — | Country42 (9 Wo.)Country |             |
| 1997 | It’s Over My Head On a Good Night                                           | — | Country46 (11 Wo.)Country |             |
| 1997 | Wichita Lineman Tore Up from the Floor Up (unreleased)                      | — | Country55 (8 Wo.)Country |             |
| 1997 | The Day That She Left Tulsa (In a Chevy) When the Wrong One Loves You Right | US86 (5 Wo.)US | Country5 (25 Wo.)Country |             |
| 1998 | When the Wrong One Loves You Right                                          | — | Country50 (10 Wo.)Country |             |
| 1998 | How Do You Sleep at Night When the Wrong One Loves You Right                | US67 (3 Wo.)US | Country13 (24 Wo.)Country |             |
| 1999 | Tore Up from the Floor Up When the Wrong One Loves You Right                | — | Country57 (8 Wo.)Country |             |
| 2000 | Up North (Down South, Back East, Out West) Highways & Heartaches            | — | Country48 (12 Wo.)Country |             |
| 2000 | Goodbye Is the Wrong Way to Go Highways & Heartaches                        | — | Country45 (14 Wo.)Country |             |

Weitere Singles
- 2000: What’s It Gonna Take
- 2012: Is It Already Time?

### Auszeichnungen für Musikverkäufe
| Goldene Schallplatte - Kanada - 1995: für das Album Old Enough to Know Better - 1997: für das Album On a Good Night |

Anmerkung: Auszeichnungen in Ländern aus den Charttabellen bzw. Chartboxen sind in ebendiesen zu finden.
| Land/RegionAuszeichnungen für Musikverkäufe (Land/Region, Auszeichnungen, Verkäufe, Quellen) | Gold     | Platin | Verkäufe  | Quellen         |
| -------------------------------------------------------------------------------------------- | -------- | ------ | --------- | --------------- |
| Kanada (MC)                                                                                  | 2× Gold2 | —      | 100.000   | musiccanada.com |
| Vereinigte Staaten (RIAA)                                                                    | 2× Gold2 | —      | 1.000.000 | riaa.com        |
| Insgesamt                                                                                    | 4× Gold4 | —      |           |                 |